# Rádio Difusora (Penápolis)
Rádio Difusora é uma emissora de rádio brasileira do município de Penápolis, em São Paulo. Transmite sua programação na frequência de 88,3 MHz em FM.

## História
Foi fundada em 12 de junho de 1950. A emissora surgiu através de Francisco Alves da Silva, o "Chico do Rádio", que possuía um serviço de alto falante na cidade.
Sua história ficou marcada pelos programas de auditório em que a emissora recebia artistas da música sertaneja, principalmente nas décadas de 1970 e 1980. 
Em 1984, Célio de Oliveira ingressou na emissora. Por 28 anos, o profissional esteve presente nas transmissões esportivas e em um programa que levava o seu nome. Deixou a estação em 2012, quando assumiu a prefeitura de Penápolis. Seu retorno aconteceu em 2017.
Até a década de 1980, a rádio permaneceu administrada pela família Santos Silva. A emissora foi transferida para um grupo de empresários de Votuporanga sendo, em seguida, vendida para o empresário Celso Egreja, que já administrava a Rádio Icatu. Já na década de 1990, a rádio passou a pertencer a Roberto Egreja, também empresário e sobrinho de Celso.
Em 2017, a emissora recebeu autorização para operar em FM, deixando os 820 kHz em AM.

## Programação
Sua programação é composta de programas musicais, de variedades, além de transmissões esportivas.